# Димитър Карастоилов
Димитър Карастоилов е български хайдутин и революционер.

## Биография
Димитър Карастоилов е роден в село Старчища. Негов брат е революционерът и войвода Стоян Карастоилов.
След Априлското въстание започват гонения и срещу българите в Неврокопско и няколко души от село Старчища, заедно с него и брат му Стоян заминават уж да берат маслини, но се укриват на остров Тасос. Там се уговарят с Тодор Паласкаря, брат му Стоян и неговият баджанак - Атанас Джостов, да си купят арнаутски облекла, да се въоръжат и да отмъщават на турците. Дейността му като хайдутин започва през 1877 година. Действа в родното си Неврокопско, Драмско и в планината Черна гора. Четата им разбива между Драма и Кавала разбойническата шайка на Юрук Махмуд и води борба и срещу гърцизма в Драмско и Невкоропско.
По време на освободителната война действа с четата в Кресненския пролом, в Мелнишко и Сярско заедно с Тодор Паласкаря. Четата в която е и Георги Зимбилев, унищожава разбойниците Хайдут Сулю и Шейха. След Берлинския договор Стоян войвода се отделя с брат си Димитър в отделна чета от Паласкаря.
Димитър Карастоилов загива в бой с турска потеря на 20 май 1878 година край село Долно Броди.